# Tegher
Tegher (en armeni: Թեղեր; antigament Dighir o Tegherivank (Թեղերիվանք) és un monestir armeni situat a  Aragatsotn, als peus dels Aragats, al territori de la comunitat rural d'Aghdsk. Domina la plana circumdant.
El conjunt monàstic es va construir al segle XIII, durant el període zacàrida, per ordre de la família noble autòctona dels Vachutians, també protectors dels propers monestirs de Hovhannavank i Saghmosavank. Està compost principalment per l'església Sourp Astvatsatsin ('Santa Mare de Déu', del 1213) i el seu nàrtex amb dues capelles occidentals (1221).

## Situació geogràfica

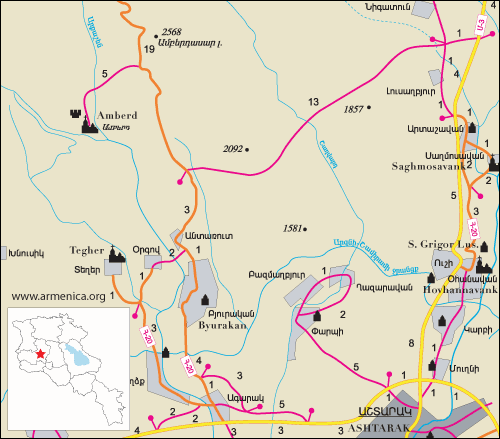
Ubicació de Tegher

Tegher es troba a una altitud de 1.700 m, als vessants del sud del cim més alt d'Armènia, l'Aragats (4.095 m). Dominant el congost format per un petit torrent que duu el seu nom, el monestir ofereix una àmplia vista sobre la plana i els prats que l'envolten.
Tegher es troba al territori de la comunitat rural d'Aghdsk (l'assentament en si se'n troba a 5 km), a l'Aragatsotn, al nord-oest de la capital armènia, Erevan, que hi és visible amb bon temps. Contigu a un antic poble abandonat des del 1962, el monestir és accessible per dues carreteres: l'una procedent d'Aghdsk, i l'altra de Byurakan.
Històricament, Tegher es trobava al cantó d'Aragatsotn de la província d'Airarat, una de les quinze províncies de l'Armènia històrica segons el geògraf del segle VII Ananies de Xirak.

## Història
A començament del segle XIII, quan el nord-est d'Armènia fou alliberat pels prínceps zacàrides, el príncep Vatché Vachoutian els va comprar el cantó d'Aragatsotn. Hi va fer construir els monestirs de Hovhannavank i Saghmosavank que, amb Tegher, formen un tríptic representatiu de l'època (tot i que Tegher destaca per l'austeritat). Aquest es va alçar per ordre de la dona del príncep, Mamakhatoun (Mama Khatoun, o 'princesa Khatoun') i és obra de l'arquitecte i vardapet Aghbayrik, que hi treballà del 1213 al 1221; el lloc fou consagrat el 1232.
Sabem que el monestir estava dotat de muralles al segle XIV per iniciativa del monjo Sarkis de Byurakan; la història posterior de l'establiment, però, és poc coneguda.
La restauració de Tegher començà a la dècada dels 1980 i s'acabà al 1995. El lloc és hui un lloc de pelegrinatge per als habitants dels pobles de la rodalia.

## Edificis
El monestir consta d'una església, Sourp Astvatsatsin i el seu gavit (nàrtex) de basalt gris fosc; totes les capes de les cúpules estan cobertes amb pedra tallada. El completen les restes de zones residencials i edificis funcionals, entre els quals hi ha un forn de pa, així com les muralles del 1469, totes visibles al sud i a l'oest.

### Sourp Astvatsatsin
L'església Sourp Astvatsatsin ('Santa Mare de Déu') és una església de tipus tancat amb inscripció encreuada, amb quatre capelles cantoneres de dos pisos. Està equipada amb petxines que suporten un tambor cilíndric amb una tapadora cònica. Segons una inscripció del tambor, data del  1213. Està connectada amb el riu per un pas secret que ara està bloquejat.

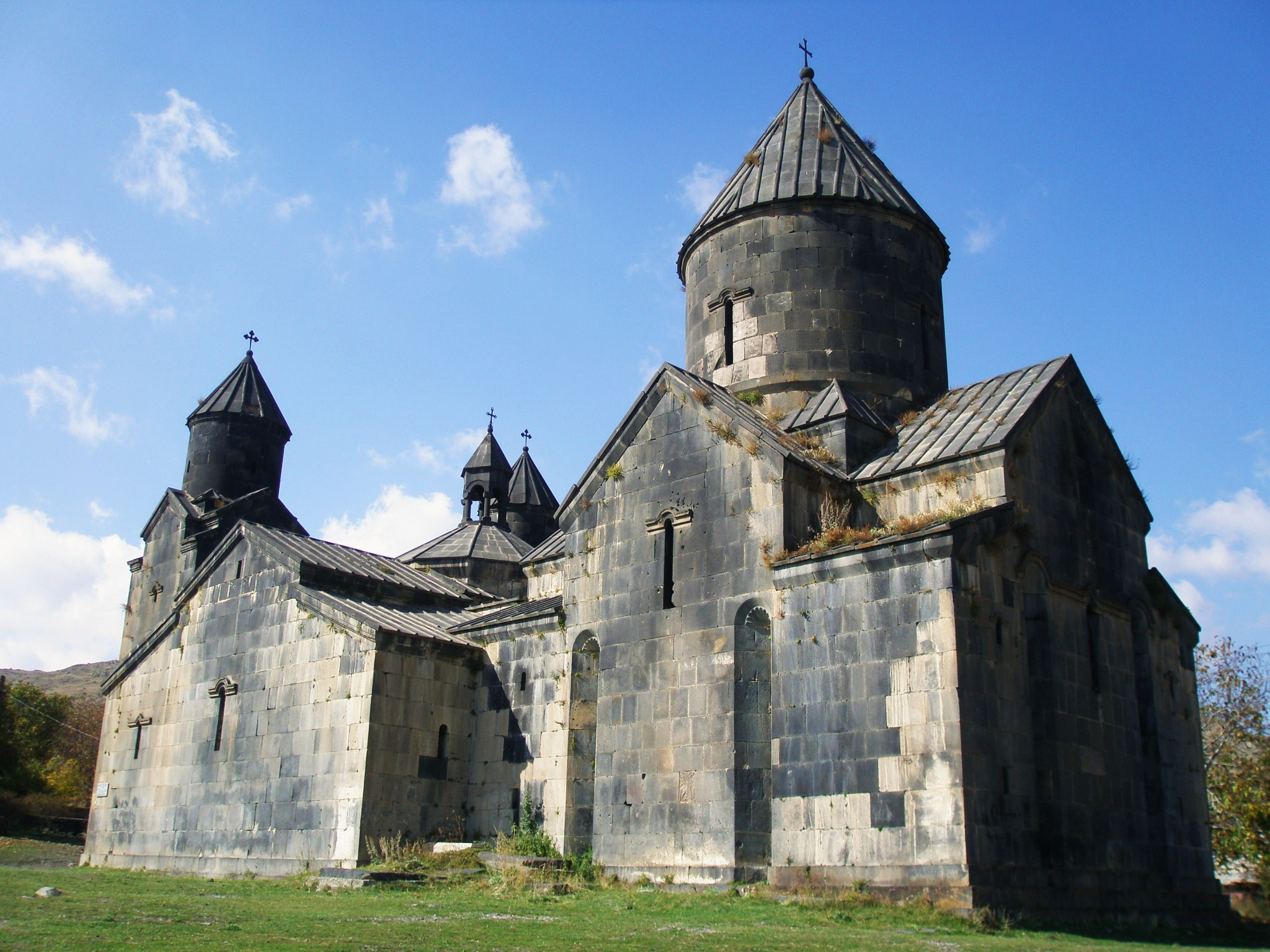
El monestir vist des del sud-est (el gavit a l'esquerra i Sourp Astvatsatsin a la dreta)

La decoració n'és austera. L'exterior consta de nínxols díedrics decorats amb bandes horitzontals i finestres amb arcs motllurats a les façanes nord, est i sud. La decoració interior es limita a la del bem (plataforma de l'altar, a l'absis semicircular a llevant) de set arcades.

### Gavit
Adossat a la façana oest de l'església, el gran gavit (nàrtex) rectangular és del tipus de quatre columnes centrals. La columna sud-est indica la data de construcció, 1221. Tots quatre provenen d'una pedrera a 10 km  de distància. Sostenen una base quadrada que, mitjançant cassetons triangulars, aguanta la cúpula piramidal de dotze costats corbats. És coronat per un erdik (variant local de claraboia). Els costats del gavit tenen volta de canó i les cantonades sostres plans. Conté unes tombes, incloses les de Vatché Vachoutian i la seua esposa, i alguns khatxakar.
A l'oest, el portal del gavit és decorat amb dos marcs de porta, el primer arquejat, i contingut dins del segon, rectangular, amb una cadena seljúcida. Els khatxkar estan incorporats a la façana.
El gavit es distingeix per les dues capelles que coronaven els xamfrans occidentals, petites naus esveltes amb cúpules, accessibles per la teulada, la finalitat de les quals probablement era funerària. Només la de l'esquerra està decorada amb dues tórtores.